# Illa Cornwall
L'Illa Cornwall (en anglès Cornwall Island) és una illa de l'Arxipèlag Àrtic Canadenc, que pertany al grup de les Illes de la Reina Elisabet, al territori autònom de Nunavut, Canadà.

## Geografia

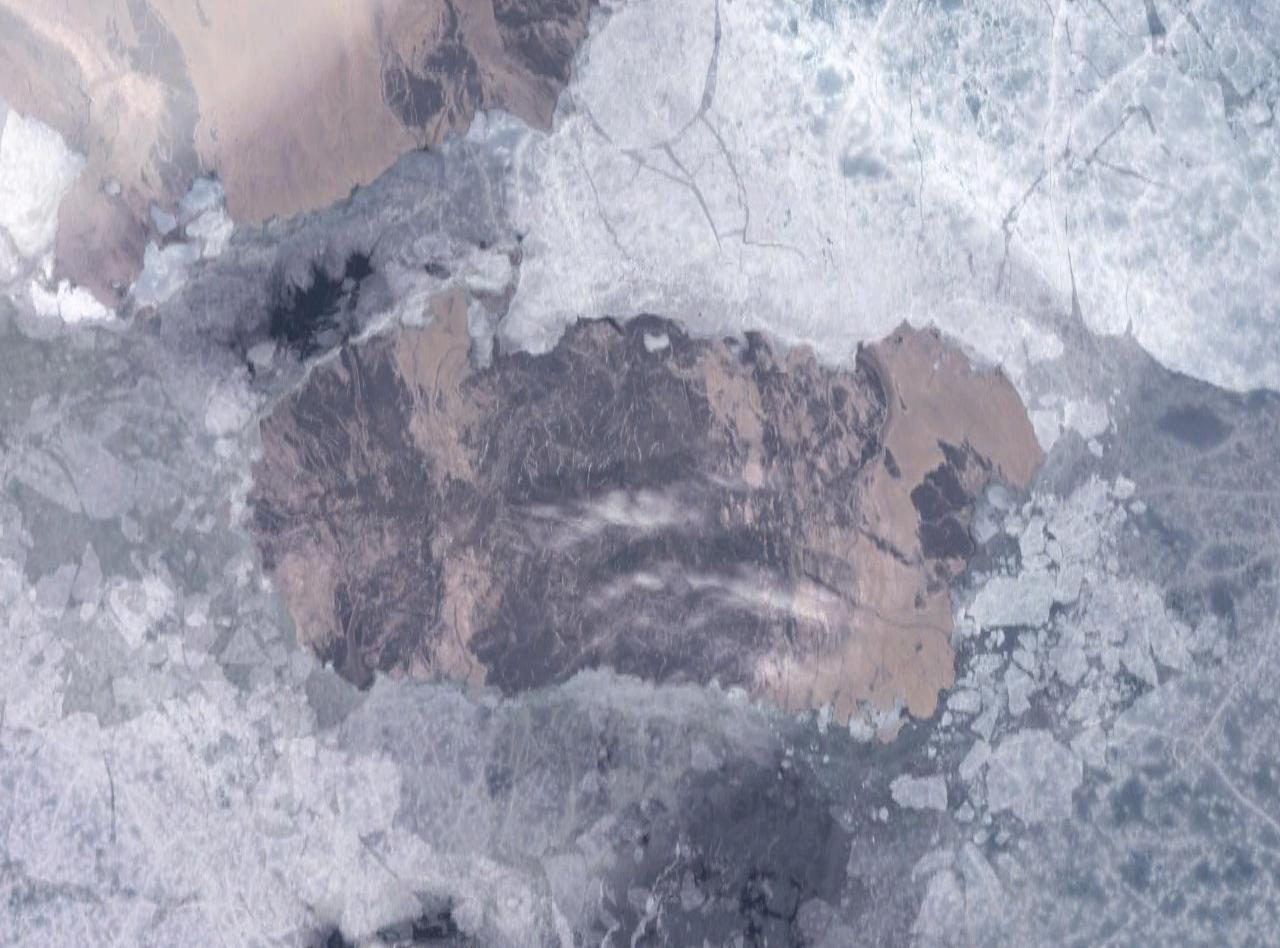
Illa Cornwall

L'illa està situada a només 12 km al sud de l'illa d'Amund Ringnes, de la qual es troba separada per l'estret de Hendriks i a uns 45 km al nord d'illa Devon, de la qual la separa el Canal Belcher. És la més gran de les illes que hi ha a Badia Norwegian (les altres són: Buckingham, Ekins, Exmouth, Graham i Table), a l'est de l'illa Ellesmere.
La seva superfície és de 2.358 km², amb uns 78 km de longitud per uns 30 km d'ample. Els punt més alt és el Mont Nicolay (350 m), situat a la costa nord de l'illa.

## Història
L'illa fou descoberta per Sir Edward Belcher el 30 d'agost de 1852 i fou anomenada en honor del Príncep Eduard, Príncep de Gal·les i Duc de Cornualla.